# Confession (phim 2014)
Confession (Hangul: 좋은 친구들; Roman: Joeun Chingudeul, tên khác: Good Friends) là một bộ phim về cuộc sống đời thường của Hàn Quốc, với sự tham gia của diễn viên Ji Sung, Joo Ji-hoon và Lee Kwang-soo.

## Cốt truyện
Hyun-tae, In-chul và Min-soo là bạn thân từ những năm còn bé. Hyun-tae (Ji Sung) là một cán bộ y tế và có một cô con gái hiện vẫn đang học mẫu giáo, anh là một con người ngay thẳng luôn tuân theo pháp luật. In-chul (Joo Ji-hoon) là một nhân viên bán bảo hiểm nhưng thực chất lại là một tên lừa đảo. Min-soo (Lee Kwang-soo) thì có một công việc kinh doanh buôn bán nhỏ, cậu luôn phụ thuộc vào hai người bạn của mình và coi họ như gia đình. Mẹ của Hyun-tae là một người phụ nữ kinh doanh sòng bạc bất hợp pháp, bà đã yêu cầu In-chul lên kế hoạch cho một vụ cướp để bà có thể nhận được tiền bảo hiểm. Nhưng kết quả của kế hoạch đó chính là cái chết bất ngờ của bà. Vì vậy, tình bạn giữa cả ba người trở nên bị xa cách và sẽ không thể nào trở về như cũ được nữa.

## Diễn viên
- Ji Sung trong vai Hyun-tae.[6]
- Joo Ji-hoon trong vai In-chul.
- Lee Kwang-soo trong vai Min-soo.[7][8][9][10]
- Lee Hwi-hyang trong vai mẹ của Hyun-tae.
- Ki Gook-seo trong vai bố của Hyun-tae.
- Choi Jin-ho trong vai Lee Soo.
- Jung Ji-yoon trong vai Mi-ran.
- Jang Hee-jin trong vai Ji-hyang.
- Choi Byeong-mo trong vai Jae-gyu.
- Ri Min trong vai thám tử Choi.
- Baek Seung-hwan trong vai Hyun-tae lúc trẻ.
- Jeon Ji-hwan trong vaiIn-chul lúc trẻ.
- Ham Seong-min trong vai Min-soo lúc trẻ.
- Hwang Chae-won trong vai Yoo-ri.
- Yang Jae-young trong vai Ho-seong.
- Park Sang-hyeon trong vai bộ trưởng Kim.
- Lee Young-soo trong vai thám tử Lee.
- Nam Moon-cheol trong vai Cảnh sát trưởng.
- Kwak Min-seok trong vai giám đốc trung tâm.
- Jeon In-geol trong vai tên sát thủ.

## Giải thưởng và đề cử
| Năm  | Giải                   | Hạng mục          | Recipient      | Kết quả |
| ---- | ---------------------- | ----------------- | -------------- | ------- |
| 2014 | 51st Grand Bell Awards | Best New Director | Lee Do-yoon    | Đề cử   |
| 2014 | 51st Grand Bell Awards | Best Screenplay   | Lee Do-yoon    | Đề cử   |
| 2014 | 51st Grand Bell Awards | Best Editing      | Choi Min-young | Đề cử   |